# Yagan (Noongar)

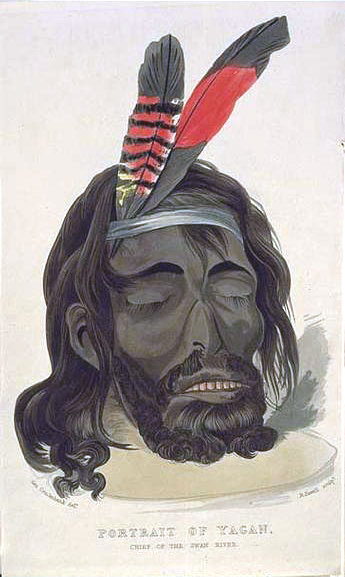
Portrait of Yagan von George Cruikshank.
Die Grafik entstand nach Yagans abgeschlagenem Kopf, der geräuchert worden war, um ihn zu erhalten. Während dieses Vorgangs veränderte sich die Kopfform stark. George Fletcher Moore wies deshalb darauf hin, dass der Kopf keine lebensgetreue Abbildung von Yagan sei. Yagans Gesicht sei in Wirklichkeit rundlich und kräftig gewesen.

Yagan (spr. ˈjæɪ gən) (* vermutlich 1795; † 11. Juli 1833 in Belhus, einem Vorort von Perth) war ein Krieger der Noongar, eines Aborigine-Stammes Australiens. Im Widerstand der Bevölkerung der Region um Perth gegen die Inbesitznahme des Landes durch Europäer spielte er eine wesentliche Rolle. Yagan wurde im Juli 1833 von einem jungen Siedler erschossen, nachdem er eine Reihe von Angriffen auf Weiße angeführt hatte und deswegen für seine Gefangennahme oder Tötung ein Kopfgeld ausgesetzt worden war. Yagans Tod ist als Symbol für die Konflikte zwischen der indigenen Bevölkerung Australiens und den europäischen Siedlern in die westaustralische Folklore eingegangen.
Yagans Kopf wurde nach seiner Erschießung nach London gebracht und dort zunächst als anthropologische Kuriosität ausgestellt. Nachdem der Kopf über ein Jahrhundert lang in einem Museumsspeicher aufbewahrt worden war, wurde er 1964 auf einem Liverpooler Friedhof beigesetzt. 1993 konnte dieses Grab lokalisiert werden und vier Jahre später wurde der Kopf exhumiert und nach Australien zurückgebracht. Die angemessene Zeremonie zur Beerdigung dieses Kopfes wurde lange Zeit unter den indigenen Einwohnern der Region Perth kontrovers diskutiert. Der Schädel von Yagan wurde im Juli 2010, 177 Jahre nach seinem Tod, in einer traditionellen Beisetzungszeremonie der Aborigines in der Nähe von Perth im Swan Valley, an der Stelle, an der er erschossen wurde, beigesetzt.

## Leben

### Stammeszugehörigkeit und Familie
Yagan gehörte dem Stamm der Whadjuk-Noongar an und zählte nach den Informationen von Robert Lyon innerhalb dieses Stammes zu einem etwa 60 Personen zählenden Aborigine-Stamm, den Lyon als „Beeliar“ bezeichnete. Robert Lyon war ein zeitgenössischer australischer Siedler, der sich um eine Verständigung mit den Aborigines bemühte. Seine Informationen sind jedoch nicht immer zuverlässig. Heute vermutet man eher, dass die Beeliar lediglich ein Familienverband innerhalb eines größeren Stammes war, der nach Daisy Bates als Beelgar bezeichnet wurde. Nach den Informationen von Robert Lyon zog der Verband der Beeliar in einem Gebiet umher, das vom Südufer der Flüsse Swan und Canning bis zur Mangles Bay reichte. Offensichtlich besaß die Gruppe aber viel umfangreichere Gebietsansprüche, die im Norden bis zum Lake Monger und nordöstlich bis zum Helena River reichten. Sie konnten sich auch auf benachbarten Gebieten ungewöhnlich frei bewegen, was möglicherweise auf Verwandtschafts- oder Ehebeziehungen mit den benachbarten Stämmen zurückzuführen ist. Wie alle Stämme der Aborigines betrieben die Beeliar keine Landwirtschaft im europäischen Sinne. Sie waren Sammler und Jäger, die nur dann länger an einem Ort blieben, wenn das Nahrungsangebot vor Ort sehr reichlich war.
Yagan wurde vermutlich um 1795 geboren. Sein Vater war Midgegooroo, ein Elder der Beeliar, seine Mutter wahrscheinlich eine von Midgegooroos beiden Ehefrauen. Yagan war in der Klassifikation der Noongar möglicherweise ein Ballaroke. Laut dem Historiker Green hatte er eine Frau und zwei Kinder, die meisten Historiker sind jedoch der Überzeugung, dass Yagan unverheiratet und kinderlos war. Er wird als überdurchschnittlich groß und eindrucksvoll stämmig beschrieben. Eine Tätowierung auf seiner rechten Schulter identifizierte ihn als „Mann von hohem Rang im Stammesrecht“. Er galt allgemein als der kräftigste Vertreter seines Stammes.
Zeitgenössische Dokumente schrieben seinen Namen Egan oder Eagan, was nahelegt, dass die korrekte Aussprache näher an /'iː gən/ lag als die heutige Version /'jæɪ gən/.

### Der Beginn der Besiedlung durch Europäer
Yagan war etwa 35 Jahre alt, als im Jahre 1829 britische Siedler begannen, im Gebiet der Noongar zu siedeln. Zu den Gründungen der Siedler zählte unter anderem die Swan River Colony, deren Siedlungsgebiet auf dem Land der Beeliar lag.
Während der ersten zwei Jahre, in denen diese Siedlung bestand, waren die Beziehungen zwischen den europäischen Siedlern und den Aborigines überwiegend freundlich. Die beiden Gruppen konkurrierten noch nicht um die Ressourcen des Landes, und die Noongar begriffen die weißen Siedler als Djanga oder wiedergekehrte Geister der Noongar-Ahnen. Mit dem Wachsen der Siedlung nahmen jedoch auch allmählich die Konflikte zwischen den beiden Kulturen zu. Die Siedler waren der Auffassung, dass den Noongar als Nomaden kein Besitzrecht auf das Land zustand, das diese in ihrer traditionellen Lebensweise durchstreiften. Sie fühlten sich daher im Recht, Land für Beweidung und Ackerbau einzuzäunen. Den Noongar wurde damit zunehmend der Zugang zu ihren traditionellen Jagdgebieten und heiligen Stätten verwehrt. Bereits 1832 war der Gruppe, zu der Yagan gehörte, der Zugang zum Swan oder Canning River nahezu unmöglich, da sich die Siedler bevorzugt entlang der Flussufer angesiedelt hatten.
Die Noongar reagierten auf den Verlust ihrer Jagd- und Sammelgebiete, indem sie zunehmend Anbauflächen der Siedler abernteten oder die Rinder der Siedler erlegten. Außerdem begannen sie, die ihnen bislang unbekannten Lebensmittel der Siedler zu schätzen. Die zunehmende Aneignung von Mehl oder anderen Lebensmitteln durch die Noongar war nach den Maßstäben der Siedler ein zu bestrafender Diebstahl und stellte außerdem ein potentiell bedrohliches Problem für die Siedlung dar. Zur traditionellen Landnutzung der Noongar gehörte außerdem ein regelmäßiges Abbrennen von Flächen. Dieses Abbrennen scheuchte nicht nur jagdbares Wild auf, sondern förderte auch das Wachstum einer Reihe von Pflanzen, die in der Ernährung der Aborigines eine Rolle spielten. Es ist eine Form der Landbewirtschaftung, die heute teilweise in Australien wieder praktiziert wird, weil sie eine den Gegebenheiten dieses Kontinents angemessene Form des Landmanagements ist. Aus Sicht der Siedler stellten die Feuer eine Bedrohung ihrer Anbauflächen und Häuser dar.

### Die ersten Konflikte
Die erste bedeutsame Auseinandersetzung zwischen Aborigines und weißen Siedlern im westlichen Australien ereignete sich im Dezember 1831. Thomas Smedley, ein Arbeiter auf der Farm von Archibald Butler, lauerte einigen Aborigines auf, die ein Kartoffelfeld der Siedler abernteten, und erschoss einen von ihnen. Der Tote gehörte zum Familienverband von Yagan. Einige Tage nach diesem Vorfall überfielen Yagan, Midgegooroo und einige andere das Farmhaus von Archibald Butler. Als sie die Eingangstür des Hauses verschlossen fanden, begannen sie ein Loch in die aus Lehmziegeln bestehenden Hauswände zu schlagen. Im Hausinnern befand sich Erin Entwhistle, ein weiterer Arbeiter auf der Butler-Farm, mit seinen zwei Söhnen Enion und Ralph. Nachdem er seine Söhne unter einem Bett versteckt hatte, öffnete Entwhistle die Tür, um mit den Angreifern zu verhandeln. Er wurde sofort von den Speeren von Yagan und Midgegooroo durchbohrt.
Das Stammesrecht der Noongar verlangte, dass ein Mord durch den Tod eines Mitglieds aus dem Familienverband des Mörders gesühnt wurde. Der Tote musste dabei keineswegs zwangsläufig der Mörder sein. Die Ermordung von Erin Entwhistle konnte daher aus der Sicht der Noongar, die die zur Farm der Butler gehörenden Personen vermutlich als einen Familienverband ansahen, als die angemessene Sühne für die zuvor erfolgte Ermordung des eigenen Familienmitglieds angesehen werden. Für die weißen Siedler war es eine unprovozierte Ermordung eines unschuldigen Mannes.
Im Juni 1832 führte Yagan einen Angriff der Aborigines gegen zwei Arbeiter, die auf einem Feld am Canning in der Nähe von Kelmscott Weizen säten. Einer der beiden Männer konnte fliehen. Der zweite mit Namen William Gaze wurde verwundet und starb später an seinen Verletzungen, die sich wahrscheinlich infiziert hatten. Yagan wurde daraufhin zum Gesetzlosen erklärt. Für seine Ergreifung setzte man eine Belohnung von 20 £ aus. Er konnte der Verhaftung entgehen, bis Anfang Oktober 1832 eine Gruppe von Fischern Yagan und zwei seiner Freunde in ihr Boot lockten und mit ihnen aufs Meer hinausfuhr. Die drei Noongar wurden zunächst im Wachhaus von Perth eingesperrt und später in das Round House bei Fremantle überführt. Yagan wurde zum Tode verurteilt. Dass das Todesurteil nicht vollstreckt wurde, verdankte er Robert Lyon, der argumentierte, dass Yagan lediglich sein Land gegen die Inbesitznahme durch weiße Siedler verteidige und daher kein Krimineller, sondern ein Kriegsgefangener sei und deswegen auch als solcher behandelt werden müsse. Bis zur Entscheidung des Gouverneurs über die Beurteilung des Falles wurden auf Vorschlag von John Septimus Roe Yagan und seine zwei Freunde auf die Insel Carnac verbannt. Dort standen sie unter der Überwachung von Robert Lyon und zweier Soldaten.
Lyon war überzeugt, dass er Yagan zivilisieren und ihn zum Christentum bekehren könne. Da Yagan innerhalb seines Stammes ein hohes Ansehen genoss, war Lyon davon überzeugt, dass durch Yagan die Noongar davon überzeugt werden könnten, die Autorität der Weißen anzuerkennen. Um dies zu erreichen, verbrachte Lyon viele Stunden mit Yagan, um unter anderem seine Sprache sowie seine Lebensauffassung zu erlernen. Yagan und seine Begleiter entkamen allerdings bereits nach einem Monat von der Insel. Ihnen gelang es, ein unbewachtes Dingi zu stehlen und dieses bis nach Woodman Point auf dem Festland zu rudern. Versuche, die drei Männer wieder festzusetzen, wurden nicht unternommen.
In der Region des King George Sund lebten andere Familiengruppen der Noongar und dort waren die Beziehungen zwischen den Siedlern und den Aborigines nach wie vor freundlich. Als im Januar 1833 Gyallipert und Manyat, zwei Noongar aus dieser Region, Perth besuchten, organisierten die zwei Siedler Richard Dale und George Smythe ein Treffen zwischen den lokalen Noongar und diesen zwei Männern. Sie verbanden damit die Hoffnung, dass das Beispiel der Noongar vom King George Sund die vor Ort ansässigen Noongar überzeugen könne, eine ähnlich gute Beziehung zur Swan River Colony aufzubauen. Am 26. Januar 1833 führte Yagan eine Gruppe von zehn formell bewaffneten Männern an, die in der Nähe des Lake Monger mit den zwei Männern vom King George Sund zusammentrafen. Die beiden Gruppen tauschten Waffen untereinander aus und hielten ein Corroboree ab, obwohl sie sich offenbar auf Grund von Dialektunterschieden nicht unterhalten konnten. Yagan und Gyallipert traten dann in einem Speerwurf-Wettbewerb gegeneinander an, bei dem Yagan unter Beweis stellte, dass er mit seinem Speer noch einen 25 Meter entfernten Stock treffen konnte.
Gyallipert und Manyat blieben für einige Wochen in der Region um Perth und Yagan holte sich die Erlaubnis ein, ein weiteres Corroboree abzuhalten. Der Ort des Zusammentreffens war diesmal der Garten des Postgebäudes in Perth. In der Abenddämmerung des 3. März trafen sich die Noongar aus Perth und King George Sund, kreideten ihre Körper ein und führten eine Reihe ihrer traditionellen Tänze auf, darunter den Känguru-Jagd-Tanz. Die örtliche Zeitung, die Perth Gazette, schrieb dazu, dass Yagan nicht nur der Zeremonienmeister dieses Abends gewesen sei, sondern sich auch durch „körperliche Anmut und Würde“ ausgezeichnet habe.
Während der Monate Februar und März 1833 war Yagan in eine Reihe von kleineren Konfrontationen zwischen Noongar und weißen Siedlern involviert. Im Februar hatte sich der Siedler William Watson darüber beschwert, dass Yagan gewaltsam die Tür seines Hauses geöffnet habe, nach einem Gewehr verlangte, sich Taschentücher aneignete und dass Watson ihm und seinen Begleitern Mehl und Brot geben musste. Im März gehörte Yagan zu einer Gruppe von Noongar, die von einem Militärkontingent unter Leitung von Leutnant Norcott Zwieback erhielten. Als Leutnant Norcott die Menge des Zwiebacks begrenzen wollte, die den Noongar gegeben wurde, bedrohte ihn Yagan mit dem Speer. Wenig später im selben Monat drang Yagan mit einer Gruppe anderer Noongar erneut in das Haus von Watson ein. William Watson selbst war nicht anwesend und die Noongar verließen das Haus erst, als Watsons Frau ihre Nachbarn zur Hilfe holte. Für die Perth Gazette war dies der Anlass, sich über die „rücksichtslosen Kühnheiten dieses Desperados“ auszulassen, der „sein Leben für den Gegenwert einer Stecknadel riskiert […]. Er würde aus dem nichtigsten Anlass heraus jedem Menschen, der ihn provoziert, das Leben nehmen. Er ist derjenige, der hinter jedem Unfug steckt“.

### Zum Gesetzeslosen erklärt
In der Nacht des 29. April 1833 brach eine Gruppe von Noongar in einen Laden in Fremantle ein. Sie wurden von Peter Chidlow überrascht, der auf sie schoss. Domjum, ein Bruder von Yagan, wurde dabei schwer verletzt und starb ein paar Tage später im Gefängnis. Die restlichen Mitglieder der Gruppe zogen von Fremantle nach Preston Point, wo man hörte, wie Yagan Rache für den Tod schwor. Fünfzig bis sechzig Noongar versammelten sich in Bull Creek in Sichtweite der High Road, wo sie auf eine Gruppe von Siedlern trafen, die Wagen mit Vorräten beluden. Später am Tag überfielen sie den führenden Wagen aus dem Hinterhalt und töteten Tom und John Velvick mit Speeren. Das Stammesrecht der Noongar verlangte nur den Tod eines Mannes, um Domjum zu sühnen. Der Aborigine Munday erklärte später, dass beide Velvicks getötet worden wären, weil sie zuvor Aborigines misshandelt hätten. Tatsächlich waren die Velvicks früher bereits verurteilt worden, weil sie Aborigines und farbige Seeleute angegriffen hatten. Alexandra Hasluck nannte den Wunsch, die Vorräte zu stehlen, als wichtiges Motiv für den Angriff, was aber von anderen Forschern abgelehnt wird.
Vizegouverneur Frederick Irwin erklärte Yagan, Midgegooroo und Munday wegen der Ermordung der Velvicks zu Geächteten. Für die Gefangennahme von Midgegooroo und Munday wurden jeweils 20 Pfund Belohnung ausgesetzt. Wem es dagegen gelingen sollte, Yagan gefangen zu nehmen oder zu töten, sollte 30 Pfund erhalten. Der Aborigine Munday legte dagegen erfolgreich Einspruch ein. Midgegooroo und Yagan scheint es klar gewesen zu sein, dass die Siedler nun Jagd auf sie machen würden. Ihre Gruppe verließ sofort die Region, in der sie traditionell umherstreiften, und zog nach Norden in Richtung des Helena River. Dort wurde vier Tage nach der Ermordung der beiden Velvicks Midgegooroo gefangen. Nach einem kurzen, formlosen Gerichtsprozess wurde Midgegooroo durch ein Erschießungskommando hingerichtet. Yagan konnte seiner Gefangennahme weitere zwei Monate entgehen.
Gegen Ende Mai traf George Fletcher Moore auf seiner Farm im Gebiet von Upper Swan auf Yagan und die zwei unterhielten sich zunächst in Pidgin-Englisch. Yagan wechselte während dieser Unterhaltung in seine eigene Sprache und Moore hielt in seinem später veröffentlichten Tagebuch fest:

„Yagan stepped forward and leaning with his left hand on my shoulder while he gesticulated with the right, delivered a sort of recitation, looking earnestly into my face. I regret that I could not understand it. I thought from the tone and manner that the purport was this: You came to our country; you have driven us from our haunts, and disturbed us in our occupations. As we walk in our own country we are fired upon by the white men; why should the white men treat us so?“

„Yagan kam näher, legte seine linke Hand auf meine Schulter, blickte mich ernst an und verfiel in eine Art Rezitation, während er mit der anderen Hand dazu gestikulierte. Ich bedauere es immer noch, dass ich ihn nicht verstehen konnte. Vom Tonfall und der Art, wie er es sagte, aber dachte ich, dass er mir folgendes sagen wollte:
 Ihr seid in unser Land gekommen; ihr habt uns von unseren Jagdgründen vertrieben und unsere Lebensweise zerstört. Wenn wir heute in unserem eigenen Land herumziehen, schießen die weißen Männer auf uns. Warum behandeln uns die weißen Männer so?“

Da Moore nur sehr wenig von Yagans Sprache beherrschte, hat die Historikerin Hasluck allerdings darauf hingewiesen, dass dieser Tagebucheintrag mehr die moralische Gefühlswelt eines europäischen Siedlers in der ersten Hälfte des 19. Jahrhunderts widerspiegelt als das, was Yagan zu diesem Zeitpunkt gedacht und gefühlt haben mag. Yagan fragte dann Moore darüber aus, ob Midgegooroo noch am Leben sei. Moore selbst gab auf diese Frage keine Antwort. Einer von Moores Arbeitern behauptete an seiner Stelle, dass Midgegooroo auf der Carnac Insel gefangen gehalten werde. Yagan antwortete darauf mit der Drohung: „White man shoot Midgegooroo, Yagan kill three“ (Weißer Mann erschießt Midgegooroo, Yagan tötet drei). Moore selber unternahm keinerlei Versuche, Yagan gefangen zu nehmen, meldete aber an den nächsten Friedensrichter, dass Yagan sich in der Region aufhalte. In seinem Tagebuch hielt George Fletcher Moore fest:

„The truth is, every one wishes him taken, but no one likes to be the captor … there is something in his daring which one is forced to admire.“

„Es ist wahr, dass jeder [der weißen Siedler] sich wünscht, dass er [Yagan] gefangen wird, aber keiner möchte der Fänger sein … Sein [Yagans] Wagemut zwingt einen dazu, ihn zu bewundern“

### Yagans Tod
Am 11. Juli 1833 kam es nördlich von Guildford erneut zu einer Begegnung zwischen Weißen und Yagan. Die beiden Brüder William und James Keates, die beide noch im Teenager-Alter waren, trieben eine Herde von Rindern entlang des Ufers des Swan Rivers. Ihnen kam eine Gruppe von Noongar entgegen, die auf dem Weg zu Henry Bulls Haus war, um dort ihre Ration Mehl zu erhalten. In der Gruppe befand sich auch Yagan. Die Brüder und Yagan kannten sich durch frühere Begegnungen und waren bislang freundschaftlich miteinander umgegangen. Die Keates-Brüder schlugen daher vor, dass Yagan bei ihnen bleiben sollte, um sich nicht der Gefahr einer Gefangennahme bei Henry Bulls Haus auszusetzen.
Yagan nahm den Vorschlag an und blieb während des gesamten Vormittags bei den beiden Brüdern. Im Laufe des Vormittags allerdings beschlossen die beiden Brüder, Yagan zu töten und anschließend die Belohnung zu kassieren. Beim ersten Versuch von William Keates, unbemerkt auf Yagan anzulegen und ihn zu erschießen, blockierte das Gewehr und der Versuch scheiterte. Vor der Rückkehr der anderen Noongar von Henry Bulls Mühle bot sich den beiden Brüdern keine Gelegenheit mehr, Yagan zu töten. Erst als die Noongar sich von den Brüdern trennen wollten, um weiterzuziehen, bot sich den Brüdern erneut eine Schussmöglichkeit. William Keates erschoss Yagan und James Keates einen weiteren Aborigine mit dem Namen Heegan, als dieser einen Speer in ihre Richtung schleuderte. Die beiden Brüder rannten in Richtung Fluss. William Keates wurde allerdings von den überlebenden Noongar eingeholt und von ihren Speeren getötet. James Keates konnte schwimmend den Fluss durchqueren und eine Gruppe bewaffneter Siedler von Henry Bulls Anwesen herbeiholen.
George Fletcher Moore hat diesen Vorfall in seinem Tagebuch ebenfalls festgehalten und berichtet, dass eine Gruppe von Soldaten kurz nach dem Vorfall in der Nähe vorbeikam. Nach Moores Überzeugung war es ihre Nähe, die verhinderte, dass die Noongar die Körper von Yagan und Heegan bargen. Als die Gruppe der bewaffneten Siedler wenig später eintraf, fand sie Yagan tot und Heegan sterbend vor. Heegan hatte schwere Kopfverletzungen und lag stöhnend am Boden. Einer der Siedler setzte das Gewehr an Heegans Kopf und erschoss ihn. Moore lässt offen, ob dies aus einem Rache- oder Mitgefühl geschah. Yagans Kopf wurde vom Körper abgetrennt und sein Rücken gehäutet, um seine Stammestätowierungen als Trophäe aufzubewahren. Beide Körper wurden in unmittelbarer Nähe beerdigt.
James Keates, der die Belohnung für Yagans Erschießung erhielt, wurde für sein Verhalten überwiegend kritisiert. Die Perth Gazette bezeichnete die Erschießung Yagans als eine unüberlegte und verräterische Tat. Die Zeitung schrieb auch, dass es abstoßend und abscheulich sei, diesen Vorgang als verdienstvoll zu loben. James Keates verließ die Kolonie noch im folgenden Monat. Die Gründe sind unbekannt. Es ist aber nicht unwahrscheinlich, dass er eine tödliche Vergeltung seitens der Noongar befürchtete.

## Yagans Kopf

### Ausstellung und Begräbnis
Yagans Kopf war zunächst zu Henry Bulls Haus gebracht worden. George Fletcher Moore sah den Kopf dort und skizzierte ihn mehrmals in seinem Tagebuch. Er hielt damals bereits fest, dass dieser Kopf möglicherweise in Großbritannien in einem Museum ausgestellt werden könnte. Um den Kopf vor der Verwesung zu bewahren, wurde er in einem hohlen Baum aufgehängt und mehrere Wochen über einem Eukalyptusfeuer geräuchert.
Im September 1833 nahm der Ensign Robert Dale Yagans Kopf mit nach London. Nach Meinung des Historikers Paul Turnbull überzeugte Robert Dale den verantwortlichen Gouverneur Irwin, ihm den Kopf als „anthropologische Kuriosität“ zu überlassen. Nach seiner Ankunft in London trat Dale an eine Reihe von Anatomen und Phrenologen heran und versuchte, ihnen den Kopf für 20 Pfund zu verkaufen. Als niemand Interesse bekundete, überließ er den Kopf ein Jahr lang Thomas Pettigrew. Pettigrew war Arzt und Antiquar, der in der Londoner Gesellschaft bekannt dafür war, private Abendgesellschaften zu veranstalten, bei denen er unter anderem Autopsien an altägyptischen Mumien vornahm. Pettigrew zeigte Yagans Kopf auf einem Tisch vor einem Panorama des King George Sunds, das nach Skizzen von Dale gemalt worden war. Um den Effekt des Kopfes zu erhöhen, wurde der Kopf mit einem Stirnband und Kakadufedern verziert.
Thomas Pettigrew ließ den Kopf auch durch einen Phrenologen untersuchen. Die Untersuchungen wurden jedoch erschwert, weil die Schädelknochen am Hinterkopf Frakturen aufwiesen. Die Befunde des Phrenologen entsprachen erwartungsgemäß dem zeitgenössischen europäischen Bild über die Charaktereigenschaften der indigenen Bevölkerung Australiens und waren Bestandteil einer Publikation von Dale über den King George Sund und das angrenzende Land, die unter anderem von Pettigrew als Erinnerung an die Gäste seiner Abendveranstaltungen verkauft wurde. Das Deckblatt des Pamphlets war eine handkolorierte Aquatinta von George Cruikshank, die Yagans federgeschmückten Kopf zeigte.
Anfang Oktober 1835 gab Thomas Pettigrew sowohl Yagans Kopf als auch das Panoramagemälde an Robert Dale zurück. Dale lebte zu dem Zeitpunkt in Liverpool. Er übergab beides der Liverpool Royal Institution, wo der Kopf möglicherweise gemeinsam mit anderen, ähnlichen Kopfpräparaten sowie Wachsmodellen ausgestellt wurde. 1894 wurde diese Sammlung aufgelöst und Yagans Kopf dem Liverpool Museum übergeben. Es ist verhältnismäßig sicher, dass diese Institution den Kopf nie in ihren Schauräumen zeigte. Der Kopf wurde wahrscheinlich lediglich in den Lagerräumen des Museums aufbewahrt.
Zu Beginn der 1960er Jahre zeigte Yagans Kopf deutliche Verfallsspuren und im April 1964 wurde entschieden, dass der Kopf entsorgt werden sollte. Am 10. April 1964 wurde Yagans Kopf gemeinsam mit einer peruanischen Mumie und einem Māori-Kopf in eine Sperrholzkiste gelegt und auf dem Everton Friedhof in Liverpool beerdigt. In den folgenden Jahren wurden die benachbarten Gräber belegt und 1968 ließ ein ortsansässiges Krankenhaus in dem Grab, in dem sich die Sperrholzkiste mit den Überresten von Yagans Kopf befanden, die Leichen von 20 Totgeburten sowie von zwei Babys, die ihre ersten 24 Lebensstunden nicht überlebt hatten, beerdigen. Das war möglich, weil die Sperrholzkiste 1964 sehr tief beigesetzt worden war.

### Kampf um die Repatriierung
Es lässt sich nicht genau datieren, ab wann Noongar-Gruppen Schritte unternahmen, um Yagans Kopf zurückzuerhalten. Die ersten Aktivitäten lassen sich mindestens bis in die frühen 1980er Jahre zurückverfolgen. Nach dem Glauben der Aborigines bleibt ein Geist eines Toten mit der Erde verbunden, wenn sein Körper nicht vollständig und an einer Stelle beerdigt wird. Eine Beisetzung von Yagans Kopf dort, wo auch der Torso begraben war, würde bedeuten, dass sein Geist endlich die Ewigkeitsreise würde antreten können.
Zu Beginn der achtziger Jahre war den Noongar unbekannt, was mit Yagans Kopf geschehen war, nachdem Thomas Pettigrew ihn an Robert Dale wieder zurückgegeben hatte. Ken Colbung wurde von den Ältesten des Noongar-Stammes damit beauftragt, diesbezüglich Nachforschungen anzustellen. Nachfragen bei verschiedenen britischen Museen nach dem Verbleib des Kopfes blieben zunächst erfolglos. In den frühen 1990er Jahren gelang es Ken Colbung, die Unterstützung des Archäologen Peter Ucko von der University of London zu gewinnen. Mit Mitteln der australischen Regierung wurde Cressida Fforde, eine von Uckos Mitarbeiterinnen, damit beauftragt, in Veröffentlichungen der damaligen Zeit nach Informationen über den Verbleib von Yagans Kopf zu recherchieren. Dies erwies sich als erfolgreich. Im Dezember 1993 wusste man, dass der Kopf an das Liverpool Museum übergeben und 1964 beigesetzt worden war. Im April 1994 stellte Colbung den Antrag, den Kopf nach „Section 25 of the Burial Act 1857“ exhumieren zu dürfen. Dazu wäre nach britischem Recht die Einwilligung der jeweils nächsten Verwandten der 22 Kleinkinder notwendig gewesen, die ebenfalls in dem Grab beerdigt waren. Mit der Argumentation, dass die Exhumierung für Yagans noch lebende Verwandte von großer persönlicher Wichtigkeit sei und dass die Wiederauffindung auch Bedeutung für die australische Nation habe, versuchten Ken Colbungs Anwälte diese Forderung allerdings auszusetzen.
Mittlerweile war es innerhalb der Noongar-Gemeinde von Perth zu Streitigkeiten gekommen. Die Beauftragung von Ken Colbung, der kein reinblütiger Aborigine war, wurde von einer Reihe von Elders hinterfragt. Ein Noongar reichte sogar eine offizielle Beschwerde über Colbungs Rolle in der geplanten Exhumierung und Rückführung von Yagans Kopf beim Stadtrat von Liverpool ein. Die Debatte innerhalb der Noongar-Gemeinde, welche kulturellen Qualifikationen jemand haben müsse, der sich um die Wiedererlangung des Kopfes kümmere, wurde teilweise mit Verbitterung geführt und in den Medien kommentiert. Am 25. Juli 1994 wurde in Perth ein öffentliches Treffen veranstaltet, bei dem die zu diesem Zeitpunkt involvierten Parteien übereinkamen, dass man die Streitigkeiten beilegen und kooperieren wolle, um möglichst schnell eine Rückführung des Kopfes zu erreichen. Ken Colbung durfte seine Arbeit fortsetzen; ihm wurde ein „Yagan Steering Committee“ als Beirat zur Seite gestellt.
Im Januar 1995 entschied das britische Home Office, dass sie auf die Einwilligung der Verwandten der in dem Grab beigesetzten 22 Kleinkinder bestehen müsse, bevor eine Exhumierung vorgenommen werden könne. Das Home Office kontaktierte fünf Familienangehörige, deren Adresse man ausfindig machen konnte. Eine uneingeschränkte Einwilligung gab nur eine Familie. Am 30. Juni 1995 wurde daher Ken Colbung mitgeteilt, dass man keine Bewilligung für die Exhumierung erteilen könne.
Das Yagan Steering Committee traf sich am 21. September 1995 und entschied, dass man sich zunächst darauf konzentrieren wolle, die Unterstützung von australischen und britischen Politikern zu gewinnen. Dieses Vorgehen resultierte in einer Einladung für Colbung nach Großbritannien auf britische Regierungskosten. Colbung kam am 20. Mai 1997 in Großbritannien an. Über seinen Besuch in Großbritannien wurde umfangreich in der britischen Presse berichtet. Dies erhöhte den politischen Druck auf die britische Regierung, ebenfalls nach einer Lösung zu suchen. Während Colbungs Aufenthalt in Großbritannien hielt sich auch der australische Premierminister John Howard anlässlich einer Staatsvisite in Großbritannien auf. Ken Colbung gelang es während dieser Visite, ein Gespräch mit John Howard zu erzwingen und damit auch die persönliche Unterstützung des australischen Premierministers zu erhalten.

### Exhumierung
Während sich Colbung im Vereinigten Königreich aufhielt, waren Martin und Richard Bates mit einer geophysikalischen Untersuchung der Begräbnisstätte beauftragt. Mit Elektromagneten und Bodenradar konnten sie die ungefähre Position der Sperrholzkiste in der Grabstätte lokalisieren. In ihrem anschließenden Bericht wiesen sie auch auf die Möglichkeit hin, die Sperrholzkiste von einem benachbarten Grab aus zu erreichen, ohne die Totenruhe der oberhalb der Sperrholzkiste beigesetzten Kleinkinder zu stören. Die Untersuchung wurde an das britische Home Office weitergeleitet und führte zu weiteren Gesprächen zwischen der britischen und australischen Regierung.
In der Zwischenzeit erhielt das britische Home Office eine unbekannt gebliebene Anzahl von Briefen, in denen Einwände gegen Ken Colbungs Rolle in der Rückführung des Kopfes erhoben wurde. Das Home Office wandte sich an die australische Regierung, um überprüfen zu lassen, ob Ken Colbung zu Recht die führende Rolle in diesem Prozess spielte. Als Reaktion darauf bat Colbung die Ältesten der Noongar, von der Aboriginal and Torres Strait Islander Commission (ATSIC) seine Funktion bestätigen zu lassen. Die ATSIC trat daraufhin in Perth zusammen und bestätigte erneut Ken Colbungs Auftrag.
Trotz dieser internen Zwistigkeiten versuchte Ken Colbung weiterhin die Exhumierung durchzusetzen. Er bat darum, dass die Exhumierung möglichst vor dem 11. Juli 1997 durchgeführt werde, damit der 164. Jahrestag des Todes von Yagan für eine angemessene Feier genutzt werden könnte. Seiner Bitte wurde jedoch nicht entsprochen und an dem Jahrestag hielt Colbung lediglich eine kleine Gedenkfeier an der Grabstätte auf dem Liverpooler Friedhof ab. Am 15. Juli 1997 kehrte er mit leeren Händen nach Australien zurück.
Ohne dass Colbung davon Kenntnis hatte, begann man in Großbritannien endlich, Yagans Kopf zu exhumieren. Dazu wurde an der Seite des Grabes ein sechs Fuß tiefer Schacht ausgehoben und von dort aus horizontal in Richtung der Stelle gegraben, an der man die Sperrholzkiste vermutete. Die Exhumierung konnte so erfolgen, ohne die Überreste der anderen dort Beerdigten zu stören. Am nächsten Tag wurde durch den forensischen Paläontologen der University of Bradford bestätigt, dass es sich beim Fund um Yagans Kopf handelt. Die Bruchstellen am Hinterkopf, die ausführlich in zeitgenössischen Berichten beschrieben waren, stimmten mit dem ausgegrabenen Schädel überein. Der Schädel wurde bis zum 29. August in einem Museum aufbewahrt und dann dem Stadtrat von Liverpool übergeben.

### Repatriierung
Am 27. August 1997 reiste eine Delegation der Noongar nach Großbritannien, um den Schädel in Empfang zu nehmen. Der Delegation gehörten Ken Colbung, Robert Bropho, Richard Wilkes und Mingli Wanjurri-Nungala an und sie sollte ursprünglich aus noch mehr Noongar-Mitgliedern bestehen. Die Finanzierung der Reise der Noongar durch offizielle Stellen des britischen Commonwealths scheiterte kurz vor der Abreise, die Delegation musste daher auf vier Personen begrenzt werden. Die Übergabe verzögerte sich jedoch, da ein Noongar namens Corrie Bodney beim Supreme Court (Oberstes Gericht) von Western Australia eine einstweilige Verfügung beantragte. Mit Verweis auf die alleinige Verantwortung seiner Familie für Yagans Überreste erklärte er die Exhumierung für illegal und leugnete die Existenz einer Tradition oder eines Glaubens, der die Exhumierung und die Rückkehr nach Australien erforderte.
Dem Supreme Court von Western Australia war es rechtlich nicht möglich, einen Eilbeschluss zu fassen, der für die britische Regierung bindend gewesen wäre. Er wandte sich stattdessen mit der Bitte an die Regierung des australischen Bundesstaates Westaustralien, bei der britischen Regierung einen vorläufigen, förmlichen Einspruch gegen die Übergabe einzulegen. Die britische Regierung stoppte daraufhin tatsächlich die Übergabe, bis über den Einspruch von Bodney entschieden war. Am 29. August wies das Gericht die Klage zurück, da Bodney zuvor mit dem Vorgang einverstanden gewesen sei und ein Noongar-Älterer und ein Anthropologe, die als Zeugen gehört worden waren, Bodneys Anspruch auf alleinige Verantwortung zurückwiesen.
Am 31. August 1997 wurde in einer Zeremonie in der Liverpool Town Hall Yagans Schädel an die Noongar-Delegation überreicht. Am Morgen dieses Tages war Diana, Princess of Wales tödlich verunglückt und die Worte, mit denen Ken Colbung den Schädel entgegennahm, wurden mit diesem Unglücksfall in Verbindung gebracht. Colbung hatte bei der Übergabe gesagt

“Because the Poms did the wrong thing they have to suffer. They have to learn too, to live with it as we did and that is how nature goes.”

„Die Briten taten falsche Dinge und deswegen müssen sie leiden. Sie müssen lernen, mit diesem Leiden zu leben, wie wir es auch lernen mussten. So ist die Welt.“

Ken Colbungs Kommentar löste in Australien ein großes Medienecho aus; australische Zeitungen erhielten zahlreiche Briefe ihrer Leser, die Schock und Verärgerung über diese Äußerungen ausdrückten. Ken Colbung hat später behauptet, dass man seinen Kommentar fehlinterpretiert habe.

### Die Diskussion über die geeignete Beerdigungsstätte
Auch nach seiner Rückkehr nach Perth war Yagans Kopf weiterhin der Anlass für Kontroversen und Konflikte. Für die erneute Bestattung des Kopfes wurde ein Komitee ernannt, dem Richard Wilkes vorstand. Die Beerdigung wurde jedoch durch Diskussionen zwischen den Ältesten der Noongar verzögert. Der genaue Bestattungsort von Yagans Torso war unbekannt und die Ältesten waren sich uneinig, wie wichtig es sei, den Kopf dort zu beerdigen, wo auch der Körper bestattet lag.
Man versuchte mehrfach, den genauen Bestattungsort von Yagans Torso zu finden. Generell war man der Überzeugung, dass sich das Grab auf einem Grundstück an der West Swan Road in Belhus, einem der äußeren Vorort von Perth, befände. Dort wurden sowohl 1998 als auch 2000 Untersuchungen vorgenommen. Ein Grab konnte allerdings nicht gefunden werden. Das führte zu Diskussionen darüber, ob der Kopf separat vom Körper beerdigt werden könne. Richard Wilkes, der Vorsitzende des Beerdigungskomitees, argumentierte, dass es ausreichend sei, den Kopf dort zu beerdigen, wo Yagan getötet wurde. Die „Traumzeit-Geister“ würden die leiblichen Überreste dann zusammenführen. Auch offizielle australische Regierungsstellen mischten sich in diese Diskussion ein. Bereits 1998 hatte die „Western Australian Planning Commission“ und das „Department of Aboriginal Affairs“ gemeinsam ein Dokument mit dem Titel „Yagan’s Gravesite Master Plan“ (Richtschnur für Yagans Beerdigungsstätte) veröffentlicht. In diesem Bericht wurden Überlegungen angestellt, wie zukünftig mit dem Grundstück verfahren werden sollte, auf dem man Yagans Körper vermutete. Vorgeschlagen wurde, das Grundstück in eine traditionelle Beerdigungsstätte für die indigene Bevölkerung von Perth zu verwandeln. Das Grundstück sollte von der Behörde verwaltet werden, die auch für die übrigen Friedhöfe in Perth zuständig war.
Der Kopf wurde einige Zeit in einem Banksafe verwahrt und dann an forensische Experten übergeben, die auf Basis des Schädels versuchten, die Gesichtszüge von Yagan zu rekonstruieren. Seitdem befand sich der Kopf im staatlichen Leichenschauhaus von Westaustralien. Die Bestattung des Kopfes wurde mehrfach verschoben und ist nach wie vor die Ursache für eine Reihe von Konflikten zwischen einzelnen Noongar-Gruppen. Dem Beerdigungskomitee wurde wiederholt vorgeworfen, gegen die Wünsche der Noongar-Gemeinde zu handeln und den Kopf auszunutzen, um Parks und Denkmäler in Erinnerung an Yagan errichten zu lassen. Richard Wilkes hält diesen Angriffen entgegen, dass die Mitglieder des Komitees mit Yagan verwandt seien und daher eine angemessene Beerdigung wünschten. Die Beerdigung sei bisher lediglich wegen der Suche nach der richtigen Beerdigungsstelle verzögert worden. Mittlerweile sind auch alternative Vorschläge zur Beisetzung diskutiert worden. Ken Colbung schlug zu Beginn des Jahres 2006 beispielsweise vor, den Kopf verbrennen zu lassen und die Asche auf dem Swan River zu verstreuen. Im Juni 2006 kündigte Richard Wilkes an, dass der Kopf bis Juli 2007 beerdigt sein werde.
Am 10. Juli 2010 wurde Yagans Kopf feierlich beigesetzt. An der Zeremonie in Belhus nahmen rund 300 Personen teil, darunter Elders der Noongar und Colin Barnett, der Premierminister von Western Australia.

## Der Krieger Yagan in der australischen Kultur

### Yagan als Comic-Figur:Alas Poor Yagan
Am 6. September 1997 veröffentlichte die australische Zeitung „The West Australian“ ein Comic von Dean Alston mit dem Titel „Alas Poor Yagan“ (angelehnt an Shakespeare’s Hamlet, Akt 5, Szene 1, etwa mit „Ach, armer Yagan“ zu übersetzen), der sich sehr kritisch darüber ausließ, dass die Rückkehr von Yagans Kopf die Ursache zahlreicher Konflikte innerhalb der Noongar-Gemeinde war statt diese zu einigen. Die Art, wie der Comic das Thema behandelte, konnte dabei durchaus so interpretiert werden, dass er Aspekte der Noongar-Kultur beleidigte. Der Comic hinterfragte außerdem die Motive und die Legitimität nicht reinblütiger Aborigines, die an der Rückführung und der Diskussion über die Beerdigung des Kopfes beteiligt waren. Für eine Gruppe von Noongar-Ältesten war dies der Anlass, sich bei der australischen Gleichstellungsbehörde zu beschweren. Die Behörde entschied tatsächlich, dass sich der Comic in einer nicht angemessenen Weise über Glaubensinhalte der Noongar auslasse. Er verstoße jedoch nicht gegen das Gesetz gegen Rassendiskriminierung. Dies entschied der Federal Court of Australia genauso.

### Das Yagan-Denkmal

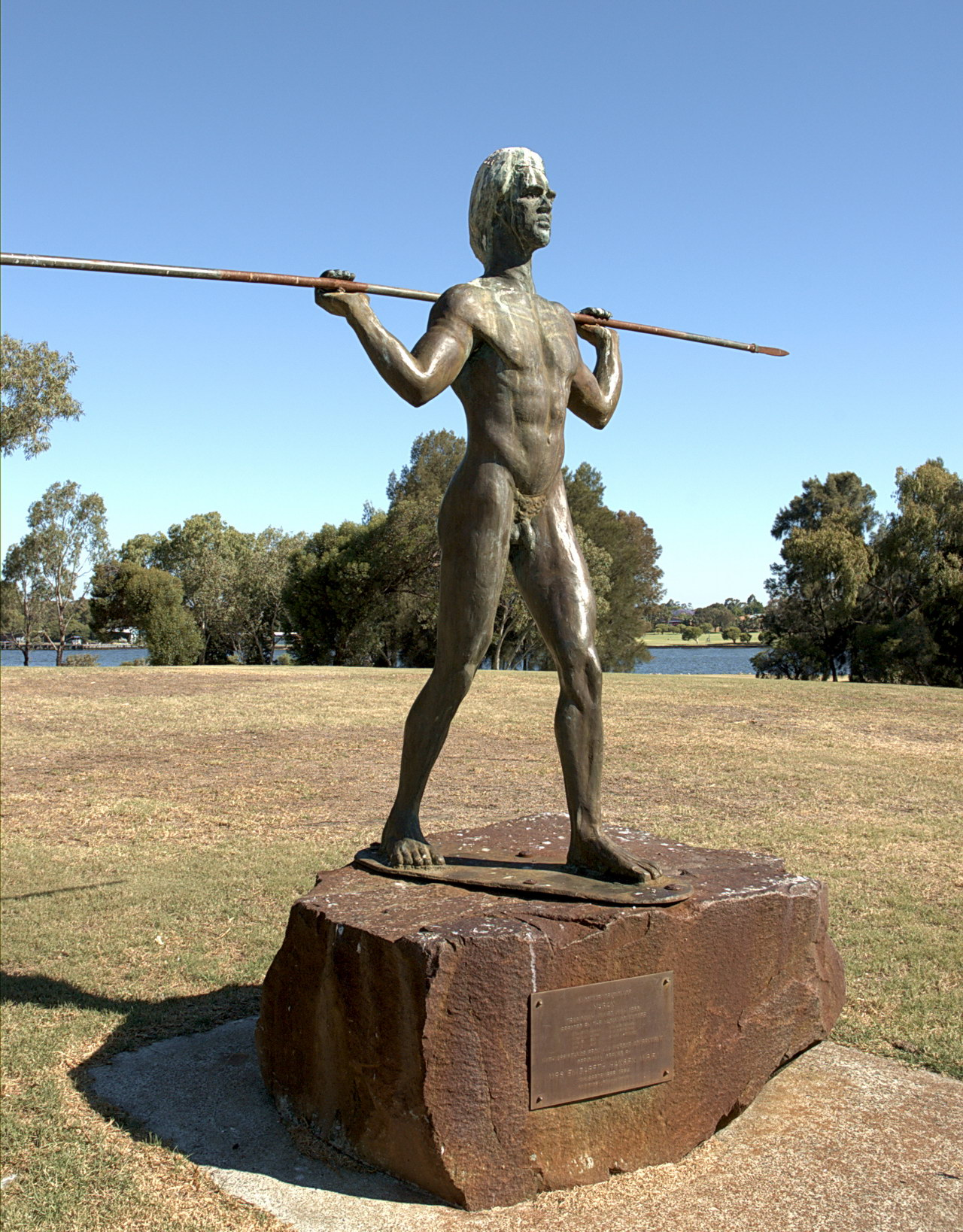
Yagans Statue auf Heirisson Island

Mitglieder der Noongar-Gemeinde hatten sich bereits Mitte der 1970er Jahre dafür eingesetzt, dass in Erinnerung an Yagan ein Denkmal errichtet werden sollte. Das Denkmal sollte anlässlich der 150-Jahr-Feier der Gründung des westaustralischen Bundesstaates im Jahre 1979 errichtet werden. Der Vorschlag der Noongar-Gemeinde fand jedoch kein Gehör. Charles Court, der zu dem Zeitpunkt amtierende Staatsminister dieses australischen Bundesstaates, folgte mit seiner Ablehnung dem damaligen Ratschlag von Historikern, die Yagan als für die westaustralische Geschichte zu unwesentlich einordneten, um ein Denkmal zu rechtfertigen. Ken Colbung behauptet, dass die Mittel, die zur Verfügung gestanden hätten, stattdessen für die Renovierung der Beerdigungsstätte von James Stirling, dem ersten Gouverneur von Westaustralien verwendet wurden. Trotz dieser Ablehnung hielt die Noongar-Gemeinde an der Idee eines Denkmals für Yagan fest. Sie gründete ein Komitee und begannen, Geld für ein solches Denkmal zu sammeln. Mit der Gestaltung des Denkmals wurde der australische Bildhauer Robert Hitchcock beauftragt. Hitchcock schuf eine lebensgroße Bronzestatue, die Yagan nackt mit einem über den Schultern getragenen Speer zeigt. Das Denkmal wurde auf der Heirisson Insel im Swan River nahe Perths errichtet und am 11. September 1984 der Öffentlichkeit übergeben.
1997, nur eine Woche nach der Rückkehr von Yagans Kopf nach Perth, wurde dem Denkmal der Kopf abgeschlagen und gestohlen. Das wiederholte sich ein zweites Mal, nachdem das Denkmal restauriert worden war. Seit der zweiten Renovierung ist das Denkmal bis heute unbeschädigt geblieben. Die Täter konnten nicht gefunden werden, obwohl es ein anonymes Bekennerschreiben gab, in dem behauptet wurde, die Beschädigung des Denkmals sei als Rache für Ken Colbungs Kommentar bei der Übergabe erfolgt, der sich auf den Unfalltod von Diana, Princess of Wales bezog.
Im Jahre 2002 schlug allerdings Janet Woollard, ein Mitglied des westaustralischen Landesparlaments vor, dass die Statue überarbeitet und dabei die Geschlechtsteile bedeckt werden sollten. Der Vorschlag wurde im November 2005 auch von Richard Wilkes aufgegriffen. Er argumentierte, dass diese Veränderung dazu beitrüge, ein historisch korrekteres Bild von Yagan wiederzugeben. Yagan habe vermutlich für den größten Teil des Jahres einen Lendenschurz getragen. Zurzeit wird außerdem die Errichtung eines weiteren Denkmals erwogen. Bei diesem neuen Denkmal soll die Kopfform den Erkenntnissen aus der forensischen Gesichtsrekonstruktion entsprechen.